# Lance Pitlick
Lance Eric Pitlick (* 5. November 1967 in Minneapolis, Minnesota) ist ein ehemaliger US-amerikanischer Eishockeyspieler, der während seiner aktiven Karriere zwischen 1990 und 2002 unter anderem 417 Spiele für die Ottawa Senators und Florida Panthers in der National Hockey League auf der Position des Verteidigers bestritten hat. Sein Sohn Rem Pitlick sowie sein Neffe Tyler Pitlick sind ebenfalls professionelle Eishockeyspieler.

## Karriere
Pitlick wurde bereits nach seinem High-School-Abschluss im NHL Entry Draft 1986 in der neunten Runde an 180. Stelle von den Minnesota North Stars aus der National Hockey League ausgewählt. Zunächst wechselte der Verteidiger aber an die University of Minnesota, wo er 1990 schließlich sein Studium abschloss.
Als Free Agent sicherten sich im September 1990 die Philadelphia Flyers die Dienste Pitlicks und setzten ihn bis 1994 in ihrem Farmteam, den Hershey Bears, in der American Hockey League ein. Einen großen Teil der Saison 1991/92 verbrachte der Abwehrspieler beim US-amerikanischen Eishockeyverband USA Hockey. Eine Teilnahme an den Olympischen Winterspielen 1992 in Albertville zerschlug sich aber. Im Juni 1994 wechselte Pitlick als Free Agent zu den Ottawa Senators. Auch bedingt durch den Lockout und verspäteten Beginn der NHL-Saison 1994/95 kam er zunächst auch nur in der AHL bei den Prince Edward Island Senators zum Einsatz. Erst zur Spielzeit 1996/97 erarbeitete sich der Defensivspezialist einen Stammplatz im NHL-Kader Ottawas. Mit Auslauf seines Vertrags im Sommer 1999 schloss sich Pitlick den Florida Panthers an. Dort verblieb er bis zum Sommer 2002. Nachdem er einen Großteil der Saison 2001/02 als siebter Verteidiger im Kader der Panthers auf der Tribüne verbracht hatte, beendete er nach der Spielzeit im Alter von 34 Jahren seine aktive Karriere.

## Erfolge und Auszeichnungen
- 1995 Teilnahme am AHL All-Star Classic

## Karrierestatistik
(Legende zur Spielerstatistik: Sp oder GP = absolvierte Spiele; T oder G = erzielte Tore; V oder A = erzielte Assists; Pkt oder Pts = erzielte Scorerpunkte; SM oder PIM = erhaltene Strafminuten; +/− = Plus/Minus-Bilanz; PP = erzielte Überzahltore; SH = erzielte Unterzahltore; GW = erzielte Siegtore; 1 Play-downs/Relegation; Kursiv: Statistik nicht vollständig)